# Chiasma-Syndrom
Das Chiasma-Syndrom (englisch chiasma syndrome, auch bitemporale Hemianopsie) tritt bei einer Schädigung des Chiasma opticum (Überkreuzung der Sehnervenstränge im Bereich der Hypophyse) auf.
Im Chiasma opticum kreuzen jeweils die Fasern der nasalen Netzhaut, welche das jeweils temporale (äußere) Gesichtsfeld repräsentieren. Wenn also nur die kreuzenden Fasern geschädigt werden und der Rest intakt bleibt, dann hat der Patient ausschließlich Ausfälle im jeweils temporalen Gesichtsfeld (bitemporale Hemianopsie), sieht den Rest aber einwandfrei. Er sieht also die Mitte seines Gesichtsfeldes, aber nicht die Seiten (wie ein Tunnelblick).

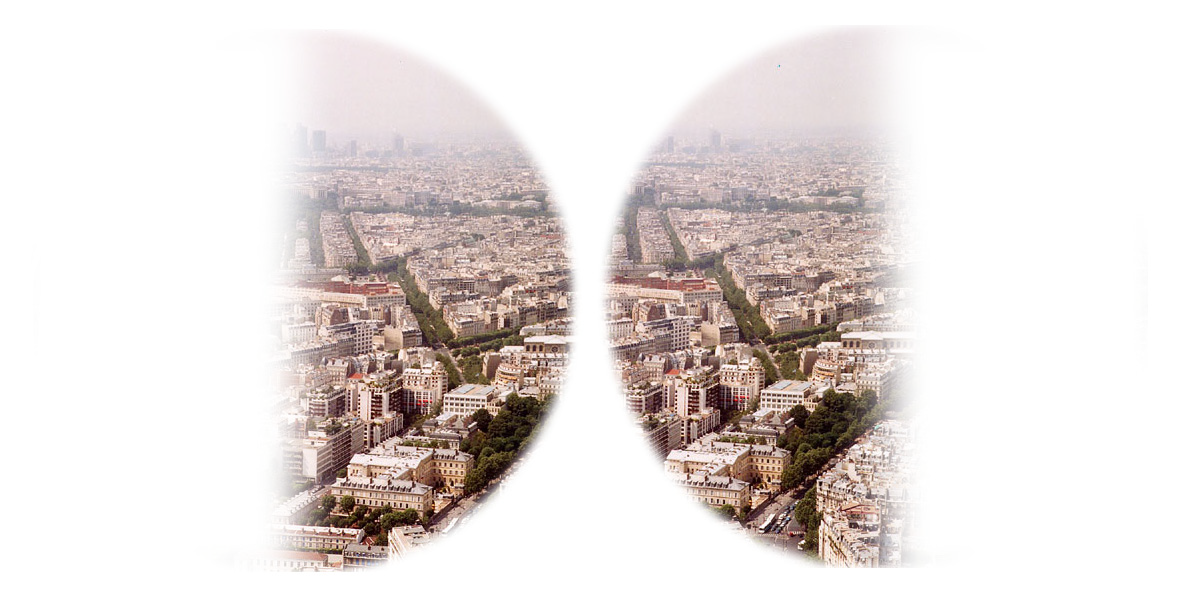
Heteronyme, bitemporale Hemianopsie

Eine solche Schädigung kann zum Beispiel durch Verletzungen, Hypophysentumoren, Chiasmatumoren, Meningiome in diesem Bereich und andere Hirntumoren zu Stande kommen.